# Satellitenfunkbake zur Kennzeichnung der Notposition

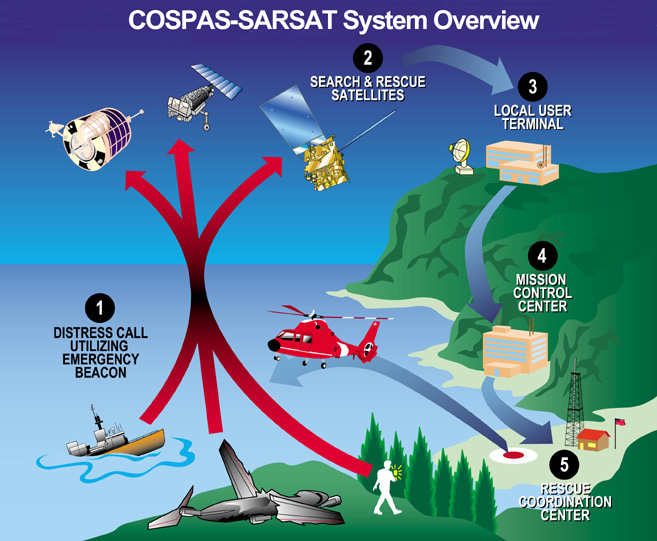
COSPAS-SARSAT satellitenbasierte Alarmierung mit Satellitenfunkbake

Eine Satellitenfunkbake zur Kennzeichnung der Notposition (englisch satellite emergency position-indicating radiobeacon) ist – gemäß Definition der VO Funk der  Internationalen Fernmeldeunion – eine Funkstelle des Mobilfunkdienstes über Satelliten, deren Aussendungen die Such- und Rettungsarbeiten erleichtern sollen.